# Funció de Mertens
La funció de Mertens, en honor del matemàtic austríac-polonès Franz Mertens (1840-1927), es defineix com
{\displaystyle M(n)=\sum _{k=1}^{n}\mu (k)}
on μ(k) és la funció de Möbius. És a dir, és la suma acumulativa dels n primers valors de la funció de Möbius. Com els valors de la funció de Möbius són sempre -1, 0 o 1, és clar que la funció de Mertens creix lentament i no existeix cap x tal que M(x) > x. La conjectura de Mertens és més restrictiva, i afirma que no existeix cap x tal que |M(x)| sigui superior a l'arrel quadrada de x. Aquesta conjectura fou negada el 1985. Nogensmenys, la hipòtesi de Riemann, és equivalent a una versió més feble de la conjectura:
{\displaystyle M(x)=o(x^{{\frac {1}{2}}+\epsilon })}
La funció de Mertens és molt útil en teoria de nombres i té una relació molt directa amb la funció zeta de Riemann (i amb la localització de les seves arrels no trivials):
{\displaystyle {\frac {1}{\zeta (s)}}=\sum _{n}{\frac {\mu (n)}{n^{s}}}}
A continuació presentem alguns valors de la funció de Mertens
| n      | M(n)  |
| ------ | ----- |
| 1      | 1     |
| 2      | 0     |
| 3      | –1    |
| 4      | –1    |
| 10     | –1    |
| 1.000  | 2     |
| 2.000  | 5     |
| 9.000  | 1     |
| 10.000 | –23   |
| 10⁶    | 212   |
| 107    | 1.037 |